# Friedrich Leybold
Friedrich Leybold (span:  Frederico Leybold; * 29. September 1827 in Großköllnbach, Königreich Bayern; † 31. Dezember 1879 in Santiago de Chile) war ein bayerischer, deutscher Botaniker, Naturforscher und Apotheker.
Sein botanisches Autorenkürzel lautet „Leyb.“.

## Leben
Am 1. Januar 1856 wurde Leybold für seine wissenschaftlichen Arbeiten als Mitglied der Deutschen Akademie der Naturforscher Leopoldina aufgenommen. 1871 schickte er dem Allgemeinen Österreichischen Apotheker-Verein ein Geschenk mit verschiedenen Wirkstoffen aus verschiedenen südamerikanischen Ländern. Im Gegenzug wurde er vom Verein als korrespondierendes Mitglied geführt.
Nach seiner Zeit in Bozen und später in Hamburg kam Leybold schließlich im Jahr 1856 in Chile an. Er lebte zunächst in Valparaíso. In einem Brief an den damaligen amtierenden Präsidenten der Deutschen Akademie der Naturforscher Leopoldina, Wilhelm Behn, schrieb Leybold:

„...ich habe in Südamerika kein leichtes Feld für Broderwerb gefunden: Lug und Betrug in tausend Formen zwangen mich fortwährend, mit innerster Anstrengung gegen die Wellen anzukämpfen; bin aber heutzutage, dank meiner unerschütterlichen Arbeit, wenn auch nicht nach hiesigen Begriffen ein reicher, doch wohlhabender Mann, welcher alles sich selbst und seiner Arbeit schuldet.“

In dieser Zeit betrieb er in Santiago de Chile eine Apotheke, die den Namen Drogueria i Botica Alemana de Frederico Leybold trug.
Als es ihm wirtschaftlich besser ging, brach er seiner Passion folgend zu Forschungszwecken zu zahlreichen Reisen in die chilenischen und argentinischen Kordilleren auf. Diese Aktivitäten brachten ihn erneut in schwere Geldnöte. Deshalb setzte er zu Beginn des Salpeterkrieges seine ganze Hoffnung in Verhandlungen mit der chilenischen Regierung. Für den Krieg zwischen Chile, Peru und Bolivien wollte er eine feste Fleischbrühe in Konserven für das Heer liefern, doch die Verhandlungen und das Geschäft platzten. Diese auswegslose Situation führte bei Leybold zur Lebensmüdigkeit und schließlich im Jahr 1879 zum Suizid.

## Friedrich Leybold der Wissenschaftler
Sehr oft wird Friedrich Leybold in der Literatur mit dem Kieler Gärtner und Pflanzensammler Friedrich Ernst Leibold (1804–1864) verwechselt.
In seiner Zeit in Deutschland und Europa beschränkten sich seine Publikationen auf die Flora und Fauna Südtirols. So erschienen seine Publikationen überwiegend in der Fachzeitschrift Flora oder allgemeine Botanische Zeitung. Zunächst pflegte Leybold ein freundschaftliches Verhältnis zu dem Bozener Botaniker Franz Freiherr von Hausmann (1810–1878), dem er 1852 das lateinische Artepitheton des Dolomiten-Mannsschilds widmete. Als ihm der Bozener Maler Gottfried Seelos (1829–1900) Dolomit-Streifenfarn zur Analyse nach Hamburg schickte, kam es zum endgültigen Bruch zwischen Hausmann und ihm. Leybold fühlte sich vom Handeln des ehrgeizigen Hausmann hintergangen.
Bereits im Jahre 1854 schaltete Leybold eine Anzeige in der Flora und bot seine gesamte Sammlung mit vielen Raritäten zum Verkauf an. Als Grund für den Verkauf gab er seine geplante Abreise nach Chile an. In Chile führten ihn seine Exkursionen zunächst in die Umgebung des 5748 Meter hohen Cerro Colorado, wo er die zu den Rosettenveilchen gehörende neue Art Viola atropurpurea entdeckt. Im Jahr 1865 schickt er eine Expedition in die argentinische Provinz Mendoza, die ihm einige Vogelbälge zurückbrachte. Diese übergab er Louis Landböck, dem Kurator des Museums, der die angeblich neuen Arten für Leybold im Journal für Ornithologie beschrieb. Später stellen sich jedoch alle Neubeschreibungen als bereits bekannte Arten heraus.
Im Februar 1871 machte Leybold sich schließlich selbst auf den Weg in die argentinische Pampa. Als Resultat entstand sein beachtenswerter Reisebericht, der unter dem Namen Escursion a las pampas arjentinas : hojas de mi diario, febrero de 1871: seguido de tablas de observaciones barométricas i un boceto de la ruta tomada publiziert wurde. Für den Vulkanologen Alfons Stübel (1835–1904) übersetzte er 1878 einen kleinen Artikel ins Spanische, der unter dem Namen Antigua erupcion volcanica en la vecindad de los baños de Cauquenes, situados en el Valle del Cachapual, al lado austrae de este rio erschien.

## Dedikationsnamen

Die Leybold von John Gould gewidmete Unterart des Juan-Fernandez-Kolibris Eustephanus leyboldi

Der britische Ornithologe John Gould (1804–1881) widmete Leybold 1870 eine Unterart des Juan-Fernandez-Kolibris und benannte diese Eustephanus leyboldi bzw. Sephanoides fernandensis leyboldi. In seiner Begründung für die Namenswahl schrieb er:

„I therefore propose to give this green bird a specific appellation, and in calling it Eustephanus Leyboldi I am only paying a just compliment to a gentleman in his power to set this vexed question at rest, and to ascertain whether there be one, two, three or four species of Trochilidæ inhabiting that distant group of islands in the wide Pacific.“

Der spanische Zoologe Marcos Jiménez de la Espada (1831–1898) widmete seinem Freund Leybold 1875 die heute taxonomisch unter incertae sedis geführte Amphibienart Pyxicephalus leyboldi.

## Erstbeschreibungen von Friedrich Leybold
Friedrich Leybold hat einige Arten und Unterarten als Erstautor beschrieben.

### Arten
Zu den Arten die Leybold beschrieben hat gehören chronologisch:
- Felsen-Seidelbast (Daphne petraea)
- Dolomiten-Mannsschild (Androsace hausmannii)
- Dolomit-Streifenfarn (Asplenium seelosii)
- Patagonien-Lanzenotter Bothrops ammodytoides Leybold, 1873
- Pseudotomodon trigonatus (Leybold, 1873)

### Unterarten
Zu den Unterarten die Leybold beschrieben hat gehören chronologisch:
- Unterart des Atacamakolibris Rhodopis vesper atacamensis (Leybold, 1869)
- Unterart des Grünbindenspechts Colaptes melanochloros leucofrenatus Leybold, 1873

## Werke

### Jahr 1852
- Einige neue Pflanzen der Flora Tyrols. In: Flora oder allgemeine Botanische Zeitung. Band 35, Nr. 26, 1852, S. 401–404 (online [abgerufen am 8. Mai 2012]).

### Jahr 1853
- Daphne petraea, eine neue Pflanze der Tyroler Alpen. In: Flora oder allgemeine Botanische Zeitung. Band 36, Nr. 6, 1853, S. 81–82 (online [abgerufen am 8. Mai 2012]).
- Androsace Pacheri und Möhringia glauca, zwei neue Pflanzen der süddeutschen Alpenkette. In: Flora oder allgemeine Botanische Zeitung. Band 36, Nr. 37, 1853, S. 585–586 (online [abgerufen am 8. Mai 2012]).
- Neuere Bemerkungen über Androsace Hausmanni. In: Oesterreichisches botanisches Wochenblatt. Band 3, Nr. 62, 1853, S. 412–413 (online [abgerufen am 8. Mai 2012]).

### Jahr 1854
- Ein Brief des Hrn. F. Leybold in München. In: Verhandlungen des Zoologisch-Botanischen Vereins Wien. Band 5, Nr. 62, 1854, S. 19–21 (online [PDF; 7,9 MB; abgerufen am 8. Mai 2012] Über in Südtirol beobachtete Schlangen).
- Botanische Skizzen von den Grenzen Südtirols. In: Flora oder allgemeine Botanische Zeitung. Band 37, Nr. 9, 1854, S. 129–139 (online [abgerufen am 8. Mai 2012]).
- Botanische Skizzen von den Grenzen Südtirols. In: Flora oder allgemeine Botanische Zeitung. Band 37, Nr. 10, 1854, S. 147–154 (online [abgerufen am 8. Mai 2012]).
- Ranunculus minutus, eine Varietät des R. montanus, und Artemisia norica, die Varietät von Artemisia nana Gaud., in den östlichen Centralalpen. In: Flora oder allgemeine Botanische Zeitung. Band 37, Nr. 24, 1854, S. 369–370 (online [abgerufen am 8. Mai 2012]).
- Der Schleern bei Botzen in Südtirol; allgemeine Beschreibung desselben und Aufführung der daselbst gefundenen Gefässpflanzen, je nach ihren eigenthümlichen Standorten. In: Flora oder allgemeine Botanische Zeitung. Band 37, Nr. 28, 1854, S. 433–444 (online [abgerufen am 8. Mai 2012]).
- Eine botanische Exkursion von Bozen nach dem Eishof am Süd-Abhang des großen Oetzthaler Gletschers. In: Flora oder allgemeine Botanische Zeitung. Band 37, Nr. 42, 1854, S. 657–665 (online [abgerufen am 8. Mai 2012]).
- Primula villosa-Auricula. (Ein wilder Blendling, beobachtet auf Urgebirg in Judicarien). — Oesterr. bot. Wochenbl. IV. Jg. 1854 p. . In: Oesterreichisches botanisches Wochenblatt. Band 4, 1854, S. 9–10 (online [abgerufen am 8. Mai 2012]).

### Jahr 1855
- Asplenium Seelosii, ein neuer Farrn aus Südtirol. In: Flora oder allgemeine Botanische Zeitung. Band 38, Nr. 6, 1855, S. 81–82 (online [abgerufen am 8. Mai 2012]).
- Flora of Western Eskimaux-Land. Auszug aus "The Botany of the Voyage of H. M. S. Herald by Berthold Seemann". In: Flora oder allgemeine Botanische Zeitung. Band 38, Nr. 7, 1855, S. 106–112 (online [abgerufen am 8. Mai 2012]).
- Nachträgliche Berichtigungen über ein paar Tirolische Pflanzen. In: Flora oder allgemeine Botanische Zeitung. Band 38, Nr. 9, 1855, S. 132–133 (online [abgerufen am 8. Mai 2012]).
- Oxytropis Parvopassuae. In: Flora oder allgemeine Botanische Zeitung. Band 38, Nr. 11, 1855, S. 171–173 (online [abgerufen am 8. Mai 2012]).
- Ein botanischer Ausflug auf den Gankofel in Südtyrol. In: Flora oder allgemeine Botanische Zeitung. Band 38, Nr. 20, 1855, S. 305–316 (online [abgerufen am 8. Mai 2012]).
- Stripium in alpibus orientali-australibus nuperrime repertarum nonullarumque non satis adhuc xpositarum Icones quibus brevem ex recentissimis observationibus derivatam adjunxit. In: Flora oder allgemeine Botanische Zeitung. Band 38, Nr. 22, 1855, S. 337–349 (online [abgerufen am 8. Mai 2012]).
- Cuique suum! Erläuterung zu Freihrn v. Hausmanns Nachschrift über Asplenium Seelosii. In: Flora oder allgemeine Botanische Zeitung. Band 38, Nr. 26, 1855, S. 414–349 (online [abgerufen am 8. Mai 2012]).

### Jahr 1858
- Dos nuevas plantas chilenas, Viola atropurpurea, i Barneoudia Domeykoana. In: Anales de la Universidad de Chile. Band 15. Santiago 1858, S. 158–159 (biodiversitylibrary.org [abgerufen am 4. Februar 2020]).
- Friedrich Leybold: Cinco plantas nuevas de la Flora de Chile: Psycophila holophylla, Draber stenophyla, Viola rhombifolia, Viola microphilla Philippi, i Ceratophyllum chilense. In: Anales de la Universidad de Chile. Band 16. Santiago 1859, S. 678–683 (biodiversitylibrary.org [abgerufen am 2. April 2020]).

### Jahr 1859
- Zwei neue Pflanzenarten der Chilenischen Flora, Viola atropurpurea, i Barneoudia Domeykoana. In: Flora oder allgemeine Botanische Zeitung. Band 42, Nr. 16, 1859, S. 241–242 (online [abgerufen am 8. Mai 2012]).
- Descripción de una nueva especie de pez decubierto por don Frederico Leybold en el Rio-Seco de los baños de Colina. In: Anales de la Universidad de Chile. Band 16, 1859, S. 1083–1085 (online [abgerufen am 8. Mai 2012]).

### Jahr 1862
- Thecophiliaceae. In: Bonplandia. Band 10, 1862, S. 370–371 (online [abgerufen am 8. Mai 2012]).

### Jahr 1863
- Thecophiliaceae, a new natural order of monocotyledonous plants. In: Journal of botany, British and foreign. Band 1, 1863, S. 9–10 (online [abgerufen am 8. Mai 2012]).
- Descripciones de violetas nuevas, descubiertas en las cordilleras de Chile. In: Anales de la Universidad de Chile. Band 23, 1863, S. 671–672 (online [abgerufen am 8. Mai 2012]).

### Jahr 1864
- Fünf neue Arten der Gattung Viola aus Chile. In: Flora oder allgemeine Botanische Zeitung. Band 47, Nr. 3, 1864, S. 40–41 (online [abgerufen am 8. Mai 2012]).
- Viola portulacea nov. Sp. Lbd., ein noch unbeschriebenes Veilchen aus der Cordillere des Portillo-Passes zwischen Santiago de Chile und Mendoza (Ostseite der Andes). In: Flora oder allgemeine Botanische Zeitung. Band 47, Nr. 3, 1864, S. 381 (online [abgerufen am 8. Mai 2012]).

### Jahr 1865
- Viola portulaceaea Lbd. nov. sp. In: Anales de la Universidad de Chile. Band 26, 1865, S. 718–719 (online [abgerufen am 8. Mai 2012]).
- Beschreibung von vier neuen Vogelarten aus der Argentinischen Provinz Mendoza. In: Journal für Ornithologie. Band 13, Nr. 78, 1865, S. 401–406 (online [abgerufen am 8. Mai 2012]).
- Bemerkungen über Dolichotis patagonica, Lagostomus tridactylites und Dasypus minutus. In: Correspondenz-Blatt des zoologisch-mineralogischen Vereins in Regensburg. Band 19, 1865, S. 114–115 (online [abgerufen am 8. Mai 2012]).
- Cuatro especies nuevas de pájaros, descubiertos en la pendiente oriental de la cordillera que separa a la provincia de Santiago de la de Mendoza. In: Anales de la Universidad de Chile. Band 26, 1865, S. 712–718.

### Jahr 1866
- Viola cano-barbata nov. sp. Lbd. In: Flora. Band 47, Nr. 18, 1866, S. 285 (online [abgerufen am 8. Mai 2012]).
- Cuatro especies nuevas de pájaros, descubiertos en la pendiente oriental de la cordillera que separa a la provincia de Santiago de la de Mendoza. In: Anales de la Universidad de Chile. Band 26, 1865, S. 712–718.

### Jahr 1869
- Descripción de una nueva especie de Picaflor (Trochilus Atacamensis) Lbd. In: Anales de la Universidad de Chile. Band 36, 1869, S. 43–44 (online [abgerufen am 8. Mai 2012]).

### Jahr 1873
- Beschreibung einiger Thiere und Pflanzen aus den Anden Chile's und der Argentinischen Provinzen. In: Leopoldina. Band 8, 1873, S. 52–56 (online [abgerufen am 8. Mai 2012]).
- Escursion a las pampas arjentinas : hojas de mi diario, febrero de 1871 : seguido de tablas de observaciones barométricas i un boceto de la ruta tomada. Imprenta "Nacional", Santiago de Chile 1873 (Online [PDF; 22,7 MB; abgerufen am 8. Mai 2012]).